# 薩爾斯通河

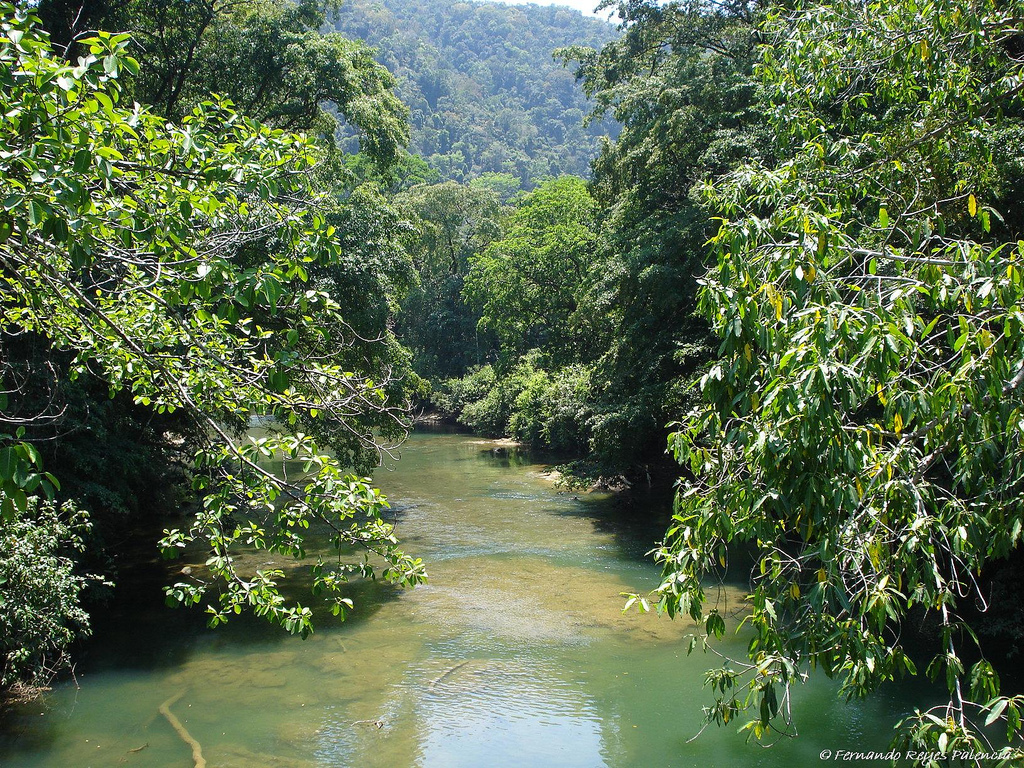
薩爾斯通河

薩爾斯通河（英語：Sarstoon River；西班牙語：Río Sarstún）是中美洲的河流，位於伯利茲和危地馬拉之間接壤的邊境，河道全長111公里，流域面積2,303平方公里，流經上維拉帕斯省、伊薩瓦爾省和托萊多區。